# Egypt Lake-Leto
Egypt Lake-Leto es un lugar designado por el censo del condado de Hillsborough, Florida, Estados Unidos. Según el censo de 2020, tiene una población de 36 644 habitantes.
En los Estados Unidos, un lugar designado por el censo (traducción literal de la frase en inglés census-designated place, CDP) es una concentración de población identificada por la Oficina del Censo para fines exclusivamente estadísticos.
En este caso, si bien la zona depende directamente del condado, en la práctica abarca tres barrios de Tampa (Egypt Lake, Leto y West Park Estates), situados a unos 11 kilómetros al noroeste del centro de la ciudad.

## Geografía
Está ubicado en las coordenadas 28°1′2″N 82°30′22″O / 28.01722, -82.50611. Según la Oficina del Censo de los Estados Unidos, tiene una superficie total de 16.18 km², de la cual 15.34 km² corresponden a tierra firme y 0.84 km² son agua.

## Demografía

### Censo de 2020
| Raza                   | Núm.   | Porc.  |
| ---------------------- | ------ | ------ |
| Blancos                | 12 909 | 35.23% |
| Afroamericanos         | 3010   | 8.21%  |
| Amerindios             | 173    | 0.47%  |
| Asiáticos              | 1562   | 4.26%  |
| Isleños del Pacífico   | 12     | 0.03%  |
| De otras razas         | 6078   | 16.59% |
| De una mezcla de razas | 12 900 | 35.20% |

Del total de la población, el 66.97% son hispanos o latinos de cualquier raza.